# Lista över UN-nummer 1501 till 1600
Det här är en lista över UN-nummer 1501 till 1600.

## UN 1501 till 1600[1]
| UN-nummer | Klass | Namn |
| --------- | ----- | --- |
| UN 1502   | 5.1   | Natriumperklorat                                                                                                 |
| UN 1503   | 5.1   | Natriumpermanganat                                                                                               |
| UN 1504   | 5.1   | Natriumperoxid                                                                                                   |
| UN 1505   | 5.1   | Natriumpersulfat                                                                                                 |
| UN 1506   | 5.1   | Strontiumklorat                                                                                                  |
| UN 1507   | 5.1   | Strontiumnitrat                                                                                                  |
| UN 1508   | 5.1   | Strontiumperklorat                                                                                               |
| UN 1509   | 5.1   | Strontiumperoxid                                                                                                 |
| UN 1510   | 5.1   | Tetranitrometan                                                                                                  |
| UN 1511   | 5.1   | Ureaväteperoxid                                                                                                  |
| UN 1512   | 5.1   | Zinkammoniumnitrit                                                                                               |
| UN 1513   | 5.1   | Zinkklorat |
| UN 1514   | 5.1   | Zinknitrat |
| UN 1515   | 5.1   | Zinkpermanganat                                                                                                  |
| UN 1516   | 5.1   | Zinkperoxid |
| UN 1517   | 4.1   | Zirkoniumpikramat, fuktat med minst 20 vikt-% vatten.                                                            |
| UN 1541   | 6.1   | Acetoncyanhydrin, stabiliserad                                                                                   |
| UN 1544   | 6.1   | Alkaloider, fasta, n.o.s. eller alkaloidsalter, fasta, n.o.s.                                                    |
| UN 1545   | 6.1   | Allylisotiocyanat, stabiliserad                                                                                  |
| UN 1546   | 6.1   | Ammoniumarsenat                                                                                                  |
| UN 1547   | 6.1   | Anilin |
| UN 1548   | 6.1   | Anilinhydroklorid                                                                                                |
| UN 1549   | 6.1   | Antimonförening, oorganisk, fast, n.o.s.                                                                         |
| UN 1550   | 6.1   | Antimonlaktat |
| UN 1551   | 6.1   | Antimonkaliumtartrat                                                                                             |
| UN 1553   | 6.1   | Arseniksyra, flytande                                                                                            |
| UN 1554   | 6.1   | Arseniksyra, fast                                                                                                |
| UN 1555   | 6.1   | Arsenikbromid |
| UN 1556   | 6.1   | Arsenikförening, flytande, oorganisk, n.o.s., (arsenater, n.o.s., arseniter, n.o.s. och arseniksulfider, n.o.s.) |
| UN 1557   | 6.1   | Arsenikförening, fast, oorganisk, n.o.s., (arsenater, n.o.s., arseniter, n.o.s. och arseniksulfider, n.o.s.)     |
| UN 1558   | 6.1   | Arsenik |
| UN 1559   | 6.1   | Arsenikpentoxid                                                                                                  |
| UN 1560   | 6.1   | Arsenitriklorid                                                                                                  |
| UN 1561   | 6.1   | Arseniktrioxid                                                                                                   |
| UN 1562   | 6.1   | Arsenikdamm |
| UN 1564   | 6.1   | Bariumförening, n.o.s.                                                                                           |
| UN 1565   | 6.1   | Bariumcyanid |
| UN 1566   | 6.1   | Berylliumföreningar, n.o.s.                                                                                      |
| UN 1567   | 6.1   | Berylliumpulver                                                                                                  |
| UN 1569   | 6.1   | Bromaceton |
| UN 1570   | 6.1   | Brucin |
| UN 1571   | 4.1   | Bariumazid, fuktad med minst 50 vikt-% vatten                                                                    |
| UN 1572   | 6.1   | Kakodylsyra |
| UN 1573   | 6.1   | Kalciumarsenat                                                                                                   |
| UN 1574   | 6.1   | Kalciumarsenat och kalciumarsenat, blandning, fast                                                               |
| UN 1575   | 6.1   | Kalciumcyanid |
| UN 1577   | 6.1   | Klordinitrobensener, flytande                                                                                    |
| UN 1578   | 6.1   | Klornitrobensener, fasta                                                                                         |
| UN 1579   | 6.1   | 4-klor-o-toluidinhydroklorid, fast                                                                               |
| UN 1580   | 6.1   | Klorpikrin |
| UN 1581   | 2     | Klorpikrin- och metylbromidblandning med över 2 % klorpikrin                                                     |
| UN 1582   | 2     | Klorpikrin- och metylkloridblandning                                                                             |
| UN 1583   | 6.1   | Kloropikrin, blandning, n.o.s.                                                                                   |
| UN 1585   | 6.1   | Kopparacetoarsenit                                                                                               |
| UN 1586   | 6.1   | Koppararsenit |
| UN 1587   | 6.1   | Kopparcyanid |
| UN 1588   | 6.1   | Cyanider, oorganiska, fasta, n.o.s.                                                                              |
| UN 1589   | 2     | Cyanklorid, stabiliserad                                                                                         |
| UN 1590   | 6.1   | Dikloraniliner, flytande                                                                                         |
| UN 1591   | 6.1   | o-Diklorbensen                                                                                                   |
| UN 1593   | 6.1   | Diklormetan |
| UN 1594   | 6.1   | Dietylsulfat |
| UN 1595   | 6.1   | Dimetylsulfat |
| UN 1596   | 6.1   | Dinitroaniliner                                                                                                  |
| UN 1597   | 6.1   | Dinitrobensener, flytande                                                                                        |
| UN 1598   | 6.1   | Dinitro-o-kresol                                                                                                 |
| UN 1599   | 6.1   | Dinitrofenol, lösning                                                                                            |
| UN 1600   | 6.1   | Dinitrotoluener, smälta                                                                                          |